# شکست بازار
شکست بازار یک مفهوم در تشریح نظریهٔ اقتصادی است. زمانی‌که تخصیص کالاها و خدمات توسط یک بازار آزاد کارآمدنیست؛ یعنی پیامد قابل تصور دیگری وجود دارد جایی که سهم یک بازار ممکن است بهتر شود بدون بدتر کردن دیگری (پیامد بهینهٔ پارتو نیست)
شکست‌های بازار می‌توانند مانند فیلم‌نامه نگریسته شوند که در آن‌ها نفع شخصی خالص حرفهٔ فرد منتهی به نتایجی می‌شود که ناکارامد هستند-می‌تواند با بهبود نقطهٔ دید اجتماع بهبود یابد-اولین استفادهٔ شناخته شده از این عبارت در سال۱۹۵۸بود اما این مفهوم به وسیلهٔ فیلسوف ویکتوریایی «هنری سیدویک» تعقیب شده‌است.
شکست‌های بازار اغلب با اطلاعات نامتقارن، بازارهای غیر رقابتی، مسائل کارگزار-کارفرما، اثرات برونی یا کالاهای عمومی همگام شده‌است. وجود شکست بازار اغلب به عنوان یک تصدیق برای مداخلهٔ دولت در یک بازار خاص استفاده می‌شود.
اقتصاددانان مخصوصاً بخشی که در اقتصاد خرد متخصص هستند اغلب نگران اثرات شکست بازار وراه‌های ممکن برای تصحیح اند. چنین تجزیه و تحلیل‌هایی نقش مهمی در بسیاری از تصمیمات و مطالعات سیاست عمومی بازی می‌کند، هرچند برخی از مداخلات سیاسی دولت مانند مالیات، یارانه‌ها، چتربازی‌ها، کنترل‌های دستمزد وقیمت و مقررات دربر گیرندهٔ کوشش‌هایی برای شکست کامل بازار است هم چنین ممکن است به تخصیص ناکارامد منابع منتهی شود. (گاهی شکست دولت خوانده می‌شود) بنابراین گاهی یک انتخاب بین پیامدهای ناتمام وجود دارد بعبارت دیگر پیامدهای بازار ی ناقص با مداخلهٔ دولت یا بدون مداخلهٔ دولت، اما به هر حال درصورت وجود شکست بازار پیامد کارای پارتو نیست.
روندکلی اقتصاددانان نئوکلاسیک وکینژین بر این باور استوار است که شاید این امکان برای دولت وجود داشته باشد که پیامد بازار ناکارامد را بهبود بخشد، اگرچه چندین مکتب نامتعارف متفکر با این مخالفند.

## مقوله‌ها
اقتصاددانان مختلف دیدگاه‌های متفاوتی دارند دربارهٔ اینکه چه رویدادهایی منابع شکست بازارند. روند کلی تجزیه و تحلیل اقتصادی در بسیاری جاها یک شکست بازار می‌پذیرد (مربوط به کارایی پارتو) که به سه دلیل می‌تواند رخ دهد:
-اگر بازار انحصاری شده باشد یا گروه کوچکی از کسب وکارها قدرت بازاری معناداری را نگه داشته باشند.
-اگر تولید کالا یا خدمت منتجر به یک اثر برونی شود.
-اگر کالا یا خدمت یک کالای عمومی است.

### ماهیت بازار
کارگزاران در یک بازار می‌توانند قدرت بازاری بدست آورند؛ که به آن‌ها اجازه می‌دهد سود متقابل دیگری را از تجارت سلب کنند. این می‌تواند به عدم کارایی منتهی شود بواسطهٔ رقابت ناقص که می‌تواند شکل‌های متفاوتی داشته باشد مثل انحصار خرید، انحصار فروش یا رقابت انحصاری درصورتی‌که کارگزار تبعض قیمتی کامل را انجام ندهد.
در یک بازار انحصاری تعادل بازار بیشتر از بهینهٔ پارتو نخواهد بود. انحصاری از قدرت بازاری اش استفاده خواهد کرد تا تولید را پایین‌تر از مقداری که در آن سود اجتماعی نهایی برابر با هزینهٔ اجتماعی نهایی حاصل از آخرین واحد تولید شده می‌باشد، محدود کند، تا قیمت‌ها و سودها را بالا نگه دارند.
سؤال دیگر این است که چه شرایطی به بازار انحصاری اجازهٔ بروز می‌دهند. در بعضی موارد بازارهای انحصاری می‌توانند خود را در جایی حفظ کنند که موانعی برای ورود وجود داردتا از ورود اثرگذار سازمان‌ها و رقابت در یک صنعت یا بازار جلوگیری کنند یا ممکن است مزیت‌هایی برای محرک اول بازار وجود داشته باشد که این کار را برای دیگر بنگاه‌ها برای رقابت سخت می‌کند.
از طرف دیگر انحصار طبیعی یک مورد افراطی از شکست رقابت بخاطر محدودیت در تولیدکنندگان است. انحصار طبیعی شکلی است که در آن هزینهٔ هر واحد براساس افزایش تولید آن کاهش می‌یابد. در این موقعیت وجود تنها یک تولییدکننده برای یک کالا کارآمد تر است (از لحاظ هزینه)

### ماهیت کالاها
غیرقابل خارج سازی
بعضی بازارها می‌توانند شکست بخورند زیرا ماهیت کالاها تغییر داده می‌شود. برای مثال کالاها می‌توانند صفات کالاهای عمومی یا کالاهای مشترک را داشته باشند که در این صورت فروشندگان نمی‌توانند هیچ خریداری را از استفاده از یک محصول خارج کنند. به‌طوری‌که در ظهور و پیشرفت اختراعات که ممکن است آزادانه انتشار یابند یک بار مشاهده می‌شود. این می‌تواند موجب کاهش سرمایه‌گذاری شود زیرا پیشرفته‌ها نمی‌توانند سودهای ناشی از موفقیت را به اندازهٔ کافی تسخیر کنند برای اینکه کوشش برای پیشرفت را ارزشمند کنند. این همچنین می‌تواند به تخلیهٔ منابع منتهی شود در مورد منابعی که در دسترس عام هستند، زیرا استفاده از منابع رقابتی غیرقابل خارج ساری است و هیچ انگیزه‌ای برای استفاده‌کننده برای نگهداری از منابع وجود ندارد. مثالی برای این دریاچه‌ای است بایک عرضهٔ طبیعی ماهی:اگر مردم ماهی را سریع تر از اینکه آن‌ها بتوانند دوباره تولید شوند صید کنند جمعیت ماهی کوچک خواهد شد تا اینکه هیچ ماهی برای نسل‌های بعد باقی نمی‌ماند.
اثرات برونی:
یک کالا یا خدمت می‌تواند اثرات برونی معناداری نیز داشته باشد، در مواردی که سودها یا زیان‌هایی که با محصول همراه می‌شوند بوسیلهٔ افرادی بدست آید که در خریان خرید و فروش کالا نیستند. در این مورد مکانیزم قیمت برای وضع مقدار صحیح هزینهٔ اجتماعی شکست می‌خورد زیرا این هزینه‌ها با هزینه‌های خصوصی متفاوت است.
این اثرات برونی می‌توانند برای روش‌هایی از تولید یا حالات مهم دیگری از بازار ذاتی باشند. برای مثال وقتی یک بنگاه که فولاد تولید می‌کند، نیروی کار، سرمایه و سایر نهاده‌ها را جذب می‌کند. باید برای این‌ها در بازار مناسب بهایی بپردازد و این هزینه‌ها در قیمت بازاری فولاد منعکس می‌شوند. چنانچه بنگاه جو را نیز آلوده کند در حین درست کردن فولاد و مجبور به پرداخت هزینه برای این منبع نباشد این هزینه متحمل بنگاه نمی‌شود بلکه متحمل جامعه می‌شود. از این رو قیمت بازاری فولاد برای ترکیب کردن هزینهٔ فرصت جامعه از تولید شکست خواهد خورد. در این مورد تعادل بازاری صنعت فولاد بهینه نخواهد بود. چنانچه اتفاقی بیفتد که بنگاه توانایی پرداخت همهٔ هزینه‌های تولیذ را داشته باشد فولاد بیشتری تولید خواهد شد. در نتیجه هزینهٔ نهایی اجتماعی آخرین واحد تولید شده از سود نهایی اجتماعی آن اضافه خواهد آمد.
تراکم حمل ونقل یک مثال از شکست بازار است که همه اشکال ناکارامدی را ترکیب می‌کند. جاده‌های عمومی منابع مشترک هستند که در دسترس برای استفادهٔ جمعی هستند و یک مکمل برای ماشین (جاده‌های زیادی وجود دارند، ماشین هابیشتری آمده‌اند) محسوب می‌شوند. هزینهٔ خیلی کم و سود بالا برای رانندگان شخصی در استفاده کردن از جاده‌ها باعث شده‌است جاده‌ها انبوه شوند و عدم سوددهی آن‌ها برای جامعه کاهش یابد. به‌علاوه راندن می‌تواند هزینه‌های مخفی بر جامعه از لحاظ آلودگی تحمیل کند. راه حل‌ها برای این شامل حمل ونقل عمومی، قیمت‌گذاری تراکم، عوارض و راه‌های دیگر برای مجبور کردن راننده‌ها در تصمیم‌گیری برای راندن است.
شاید بهترین مثال از ناکارامدی همگام شده با کالاهای مشترک یا عمومی و اثرات برونی گرمای محیط باشد که بوسیلهٔ آلودگی و بهره‌برداری زیاد از منابع طبیعی به وجود آمده‌است. تغییرات اقلیم (گرمای جهانی) واژه‌ای ازبررسی استرن بر اقصادهای تغییرات اقلیم «بزرگ‌ترین مثال از شکست بازار است که تاکنون دیده‌ایم».

## ماهیت مبادله
برخی بازارها می‌توانند در اثر ماهیت مبادله‌شان شکست بخورند. بازارها ممکن است هزینه‌های معاملاتی، مسائل آژانسی یا اطلاعات نامتقارن داشته باشند. چنین بازارهای ناقصی نه تنهاممکن است به ناکارآمدی اقتصاد در بهبود کارایی بازار، قوانین و راه‌های تنظیم‌کننده منجر شود. بنابر نظریهٔ قرارداد، تصمیم‌گیری در معاملات جاییکه یک قسمت بیشترین یا بهترین اطلاعات را دارد، نا متقارن است. این یک قدرت نامتوازن را در معاملات به وجود می‌آورد که گاهی می‌تواند باعث شود که معاملات به انحراف کشیده شوند. مثال‌هایی تز این مسئله انتخاب معکوس و روحیهٔ مخاطره است. معمولاً اطلاعات ناقص در زمینهٔ مسائل کارفرما-کارگزار مطالعه می‌شوند. جورج آکلروف، میشل اسپنس و جوزف ای. استیگلیتز این ایده را گسترش دادند و در جایزهٔ نوبل۲۰۰۱در علم اقتصاد سهم داشتند.

### عقلانیت محدود
در مدل‌های انسانی هربرت ای. سایمون خاطر نشان کرد که اکثر مردم به صورت جزئی عاقلانه رفتار می‌کنند و در بقیهٔ فعالیت‌هایشان احساساتی یا غیر عقلایی عمل می‌کنند. او بیان می‌کند تجربهٔ عقلانی محدود کارگزاران تنظیم کردن و حل کردن مسائل پیچیده و پردازش اطلاعات (دریافت، ذخیره، بهبود، انتقال) را محدود می‌کند. سایمون توضیح داد شماری از تصمیماتی که از مدل‌های عقلانی کلاسیک می‌توانند واقع بینانه ترگرفته شوند درحالیکه با حالت روحی منصفانه‌ای برای فرموله کردن همراه شوند.
این‌ها شامل:
-محدود کردن اینکه چه دسته‌هایی از توابع مطلوبیت ممکن هستند.
-شناخت هزینه‌های جمع‌آوری و پردازش اطلاعات
-امکان داشتن یک تابع مطلوبیت برداری یا چندارزشی
سایمون اظهار داشت عوامل اقتصادی از بحث‌های اکتشافی برای تصمیم‌گیری بیشتر از قانون سخت بهینه‌سازی استفاده می‌کنند. آن‌ها این کار را بخاطر پیچیدگی موقعیت و ناتوانی شان در پردازش و تحلیل مطلوبیت مورد انتظار هر فعالیت شرطی انجام می‌دهند. هزینه‌های بررسی و اغلب هزینه‌های دیگر ممکن است بالا باشد همچنین در فعالیت‌های اقتصادی هم‌زمان نیز نیاز به تصمیم‌گیری وجود دارد.

### حقوق مالکیت بر اساس حقوق کنترل
هاگ گراول و ری ریز به صورت اساسی استدلال کردند که دلیل اساسی شکست بازار اغلب یک مسئله از حقوق مالکیت است. بازار موسسه‌ای است که در آن افراد یا بنگاه‌ها نه تنها کالاها را مبادله می‌کنند بلکه حقوق استفاده از آن‌ها در راه‌های خاص و برای مقادیر خاص از زمان نیز مبادله می‌شوند.
بازارها موسساتی هستند که مبادلهٔ کنترلی کالاها را سازماندهی کرده‌اند، جایی که ماهیت کنترل بوسیلهٔ حقوق مالکیت همراه شده با کالاها تعریف شده‌است.
کنترل کارگزاران بر استفادهٔ کالاهایشان می‌تواند ناقص باشد، زیرا سیستم حقوقی که کنترل را تعریف می‌کند ناقص است. نوعاً این در دو حقوق کلی و همگانی رخ می‌دهد-قابلیت خارج کردن و قابلیت انتقال قابلیت خارج کردن در مورد توانایی کارگزاران برای کنترل کالاهای مورد استفاده‌شان و مدت استفاده از آنهابحث می‌کند-و هزینه‌های وابسته و همگام شده با کار زیاد. قابلیت انتقال حقوق کارگزاران برای انتقال حقوق استفاده از یک کارگزار به دیگری را منعکس می‌کند. لرای مثال به وسیلهٔ فروش یا اجارهٔ یک کالا وهزینهٔ همگام شده با کار زیاد. اگر یک سیستم معین حقوقی به‌طور کامل این‌ها را در کمترین هزینه یا عدم هزینه ضمانت و پشتیبانی نکند در نتیجه پخش می‌تواند ناکارآمد شود. ملاحظاتی مانند این بخش مهمی از کار نهادی اقتصاد را تشکیل می‌دهند. با این وجود هنوز تفاوت دیدگاه‌ها در مورد چیزهایی که ویژگی‌ها را نمایش می‌دهند بدون اطلاعات ارائه شده توسط سیستم قیمت بازار معنی دار است.

## تعابیر و سیاست
دلایل بالا دید جدیدی را نشان می‌دهد از اینکه چه شکست بازاری معنادار است وچه اهمیتی در اقتصاد دارد. این تحلیل‌ها بوسیلهٔ نئوکلاسیک‌ها دنبال می‌شود و عقیدهٔ کارایی پارتو استوار است و به‌طور خاص شکست‌های بازار را مورد بررسی قرار می‌دهد با فرض نبود بهرهٔ عمومی یا عدالت و موارد مشابه. این شکل از تحلیل هل هم چنین بوسیلهٔ کینسیان‌ها و نئوکینسیان‌ها در اقتصاد کلان پذیرفته شده‌است. تعدادی از دموکرات‌های اجتماعی نئودیل لیبرالزها این آنالیزها را برای سیاست عمومی پذیرفته‌اند؛ بنابراین آن‌ها شکست‌های بازار را مانند شکل رایجی از بازار نامنظم می‌بینند و برای بیان مداخله در اقتصاد به منظور ضمانت کارایی و عدالت (معمولاً تعبیر می‌شود به عبارت بی عدالتی اجتناب پذیر در ثروت و درآمد) مورد بحث قرار می‌دهند. مسئولیت دموکراتیک این مقررات و مهارت فن مدارانهٔ اقتصاددانان نقش مهمی در شکل‌دادن نوع و درجهٔ مداخله دارد. نئولیبرالیست‌ها یک سیر مشابه را دنبال می‌کنند و اغلب بر راه حل‌های بازار شرقی شده برای شکست بازار تمرکز می‌کنند، برای مثال هدف آن‌ها رفتن به آنسوی نظر عمومی از داشتن یک نرخ شارژ دولتی برای حق آلوده کردن (درونی‌سازی هزینهٔ خارجی، به وجود آوردن یک بی انگیزگی برای آلوده کردن) و برای اجازه دادن به بازارهای انحصاری برای مداخلات موفقیت‌آمیز است.

## ایرادات

### انتخاب عمومی
اقتصاددانانی چون میلتون فریدمن از دانشگاه شیکاگو و دیگران از مکاتب انتخاب عمومی بحث کردند که برای شکست بازار ضرورتی وجود ندارد که دولت برای حل آن‌ها تلاش کند زیرا هزینه‌های شکست دولت که سعی دارد بر تعمیر شکست بازارممکن است بدتر از شکست بازار آن‌ها باشد. ناتوانی یا شکست دولت به عنوان نتیجهٔ مشکلات ذاتی دموکراسی واشکال دیگر توسط شده و همچنین قدرت گروه‌های خاص-بهره (متقاضیان اجاره) در بخش خصوصی و بوروکراسی دولتی. شرایطی ممکن است اثر منفی براندازی بازار آزاد را بوسیلهٔ دخالت دولت سرکوبگر قانونی کند. فراتر از ایرادات فلسفی یک مورد بالاتر مشکل عملی است هر تصمیم گیرندهٔ خاصی با آن روبروست و در تلاش برای درک (وشاید پیش‌بینی) مداخلات متنوع بین تولیدکنندگان ومصرف کنندگان در هر بازاری رخ می‌دهد.

### اتریشی
حامیان نظام سرمایه‌داری لسه فر مانند تعدادی از اقتصاددانان مکتب اتریش گفته‌اند که هیچ پدیده‌ای مانند شکست بازار وجود ندارد. اسرائیل کرزنر بیان می‌کند که کارایی برای یک سیستم اجتماعی به این معناست که تصور شخصی فرد را برای رسیدن به اهداف شخصی اش مجاز می‌کند. ناکارآمدی تنها زمانی به وجود می‌آید که معانی مغایر با اهداف مورد نظر شخص انتخاب شوند. این تعریف از کارایی متفاوت از کارایی پارتو است و اساس بحث تئوری را برخلاف موجودیت شکست‌های بازار تشکیل می‌دهد. به هر حال با ارائهٔ شرایط قضیهٔ رفاه اولیه این دو معنی پذیرفته شده نتایج ایدئال داده‌است. استریان‌ها اظهار کرده‌اند که بازار مایل است به حذف ناکارآمدی‌هایش از طریق فرایند کارآفرینی با انگیزهٔ سود.

### مارکسیستی
اعتراضات وایرادات همچنین بربیشتر مبانی اساسی مثل عدالت یا تحلیل‌های مارکسیان وجود دارد. استفادهٔ عامیانه از عبارت شکست بازار تصویری از یک نارسایی بازار در ارائهٔ برخی از ویژگی‌های متفاوت از بهره‌وری را منعکس می‌کند. برای مثال سطوح بالای نابرابری می‌تواند یک شکست بازار محسوب شود که تاکنون ناکارامد پارتونبوده و بوسیلهٔ علم اقتصاد جدید شکست بازار لحاظ نشده‌اند. تعدادی از اقتصاددانان مارکسیان بحث کرده‌اند که سیستم حقوق مالکیت شخصی در نوع خود مشکل اساسی است و اینکه منابع باید به‌طور کلی به راه‌های دیگر تخصیص داده شوند. این ازمفهوم‌های شکست بازاری که بر موقعیت‌های خاص تمرکز دارد متفاوت است-نوعاً غیرعادی به نظر می‌رسد-جایی که بازارها نتایج ناکارآمد دارند. مارکسیان‌ها در مقابل می‌گویند که بازارها ناکارآمد و دموکراتیک اند-نتایج ناخواسته-و شکست بازار یک ویژگی ذاتی در اقتصاد سرمایه‌داری است ونوعا حذف آن از تصمیم‌گیری، ترجیح جیره‌بندی کردن کالاهای محدود غیرقابل خارج‌سازی طبق یک مکانیزم قیمتی اما مبتنی بر نیاز که بواسطهٔ فشارهای اجتماعی تعیین می‌شود.